# Códice Kingsborough

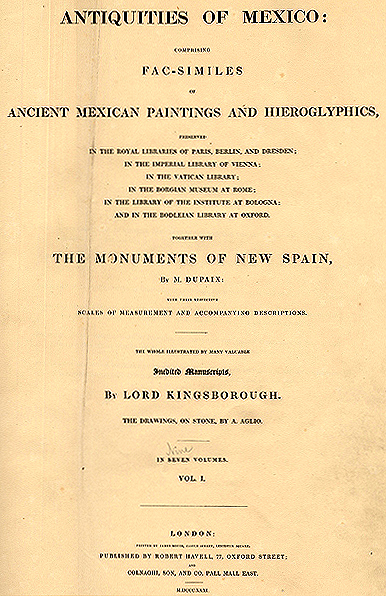
La portada del primer volumen de Antiquities of Mexico.

Se llamó Códice Kingsborough o Códice Tepetlaoztoc al conjunto de documentos y manuscritos, algunos de ellos precolombinos como de la cultura maya o de la náhuatl, mandados a copiar por Lord Kingsborough en el siglo XIX de diversos archivos y bibliotecas europeas, y que integró en una obra titulada Antiquities of Mexico (Antigüedades de México).
El Códice Kingsborough contiene la versión Aglio del Códice de Dresde. En 1825-1826 el italiano Agostino Aglio realizó una copia del Códice de Dresde en blanco y negro para Lord Kingsborough. Este, a su vez, la publicó en el libro Antiquities of Mexico que tuvo nueve tomos. Aglio había preparado también una versión en color, pero Kingsborough murió antes de que se publicara.
La obra de Kingsborough también contiene láminas de otros códices, entre ellos el mendocino. En algunas de las láminas, que forman parte de códices que se hicieron después de la conquista, se muestra la condición de los indígenas originarios de Mesoamérica en manos de los encomenderos españoles del siglo XVI y XVII.
Entre las bibliotecas y archivos que usó Lord Kingsborough para rescatar, reunir y ordenar los documentos y manuscritos que incorporó en el llamado Códice Kingsborough, estuvieron la Biblioteca Real de París, la de Dresde y Berlín; la Biblioteca Imperial de Viena; la Biblioteca del Vaticano;  el Museo Borgia de Roma;  la Biblioteca del Instituto de Boloña; y la Biblioteca Bodleiana de la Universidad de Oxford, entre otros.
El nombre de Códice Kingsborough se usó en recuerdo del anticuario compilador en fecha posterior a su muerte. La publicación original de Lord Kingsborough, Antiquities of Mexico, fue incluso terminada (los tres últimos volúmenes) de manera póstuma, ya que él murió prematuramente de tifo en prisión, a donde había sido llevado por las deudas que asumió precisamente por la publicación de su onerosa obra.